# ۱۳۹۲ (قمری)
۱۳۹۲ (قمری)، هزار و سیصد و نود و دومین سال در گاهشماری هجری قمری است. اول محرم این سال برابر با شانزدهم فوریه سال ۱۹۷۲ میلادی است.